# Laborde (Córdoba)

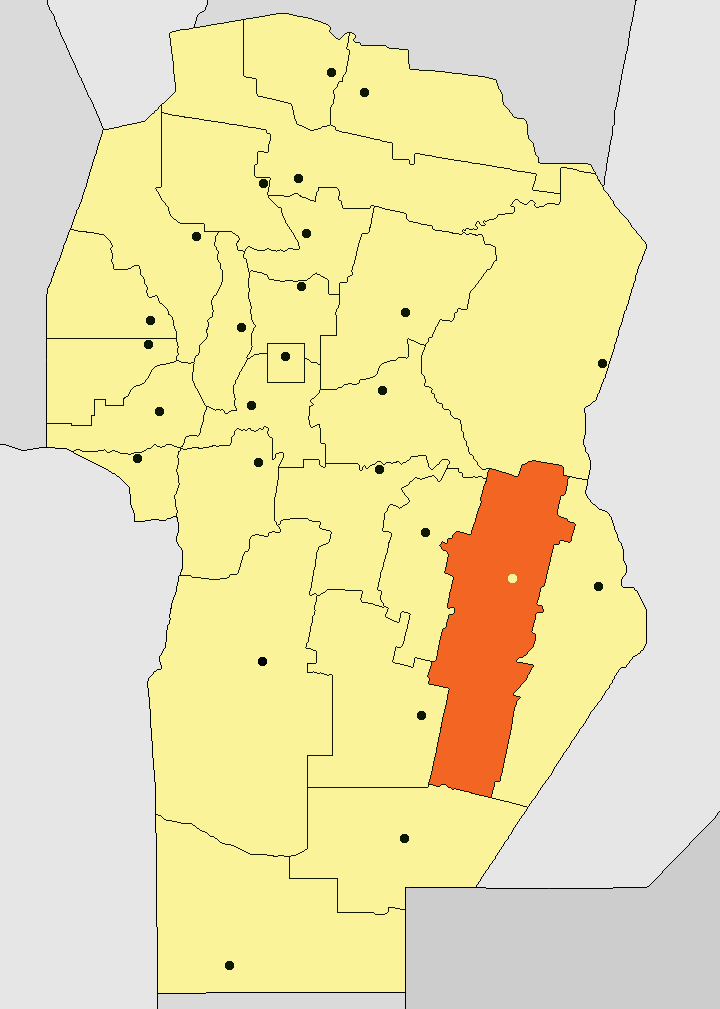
Departamento Union

Laborde ist ein Ort im Südosten der argentinischen Provinz Córdoba und gehört zum Departamento Unión. Im Ort spricht man auch von Pedanía Ascasubi und der Hauptstadt des argentinischen Volkstanzes Malambo. Nach den statistischen Angaben des Jahres 2010 lebten 5.943 Einwohner im Ort, die Zahl der Einwohner hat von 1991 bis 2001 um 8,99 % zugenommen.
In der zweiten Januarwoche jedes Jahres findet in Laborde ein Fest statt, bei dem sich Malambo-Tanzgruppen aus den argentinischen Provinzen in sechs aufeinanderfolgenden Nächten vorstellen.

## Bildung
In der Gemeinde Laborde gibt es die drei Primarschulen Dardo Rocha, Mariano Moreno, Pbro Juan Girula und die drei Sekundarschulen Pbro Juan Girula (zusammen mit der Primarschule und der weiterführenden Schule), Eva Gentil Faust de Pinto (Privatschule) und die staatlichen I.P.E.A Nº4 H. Galassi (vormals IPEM Nº4). Darüber hinaus gibt es die weiterführenden Schule Instituto Superior del Profesorado und das Instituto Especial María Cristina Picabea de Galassi.

## Sport
Im Ort gibt es die beiden Sportvereine
- Atlético Olimpo Asociación Mutal
- Club Atlético Cultural y Biblioteca popular Recreativo.